# Chayahuita
Le chayahuita est une langue cahuapanane parlée en Amazonie péruvienne dans le département de Loreto, par les Chayahuita, aussi appelés les Shawi, installés le long des rivières Sillay, Cahuapanas, Paranapura (es), ainsi que le long de leurs affluents.

## Phonologie

### Voyelles
|         | Antérieure | Centrale | Postérieure |
| ------- | ---------- | -------- | ----------- |
| Fermée  | i [i]      | ɨ [ɨ]    | u [u]       |
| Ouverte |            | a [a]    |             |

### Consonnes
|               |               | Bilabiale | Alvéolaire | Palatale | Vélaire | Glottale |
| ------------- | ------------- | --------- | ---------- | -------- | ------- | -------- |
| Occlusives    | Occlusives    | p [p]     | t [t]      |          | k [k]   | ʔ [ʔ]    |
| Fricative     | Fricative     |           | s [s]      | š [ʃ]    |         | h [h]    |
| Affriquées    | Affriquées    |           |            | č [t͡ʃ]   |         |          |
| Nasale        | Nasale        | m [m]     | n [n]      |          |         |          |
| Liquide       | Liquide       |           | r [r]      |          |         |          |
| Semi-voyelles | Semi-voyelles | w [w]     |            | y [j]    |         |          |